# Feng Qinzai
Feng Qinzai, ou Feng Chin-Tsai (冯钦哉, 1890–1963), est un général du Kuomintang.
Il commande la 42e division durant la défense de la Grande Muraille. En 1937, il est nommé commandant de la 14e armée et participe à la bataille de Taiyuan. En 1941, il devient vice-commandant en chef de la zone de guerre Hebei-Cháhāěr, responsable des forces de guérilla placées derrière les lignes japonaises. Il tient ce commandant jusqu'à la fin de la guerre. Il est en même temps président de la province du Cháhāěr jusqu'en 1946.